# فیل تیلور (بازیکن دارت)
فیلیپ "فیل" داگلس تیلور (انگلیسی: Philip "Phil" Douglas Taylor) (متولد ۱۳ اوت ۱۹۶۰) بازیکن حرفه‌ای دارت، اهل انگلستان می‌باشد.
تیلور در مسابقات مختلف، مقام‌های بسیاری را نیز کسب کرده‌است. او به‌طور کلی به عنوان پرافتخارترین و بهترین بازیکن دارت در جهان شناخته می‌شود. وی راست دست می‌باشد.